# Grotten van Postojna
Grotten van Postojna (Ook wel: Adelsberggrot; Sloveens: Postojnska jama; Italiaans Grotte di Postumia) is de benaming voor een lang karstgrottenstelsel bij de Sloveense plaats Postojna. Met een lengte van 20.570 m is het de langste grot van Slovenië en de op een na grootste druipsteengrot ter wereld. De grotten werden gevormd door de rivier de Pivka. 5,3 km van de grotten zijn toegankelijk voor het publiek. De grotten zijn elke dag geopend en zijn bij de meest bezochte toeristische attracties van het land. Door een gedeelte van de grotten rijdt een treintje.
In de nabije omgeving bevinden zich de andere druipsteengrotten Pivka Jama, Otoska Jama, Planinska Jama en de door UNESCO beschermde Grotten van Škocjan.

## Geschiedenis
In de dertiende eeuw werden de grotten al verkend, en ze zijn voor het eerste beschreven in de 17e eeuw door Johann Weikhard von Valvasor, een wetenschapper en edelman uit Krain. De grot werd wereldberoemd vanwege zijn natuurlijke schoonheid. Nadat een plaatselijke bewoner, Luka Čeč, in 1818 de Postojna-grotten aan het voorbereiden was voor een bezoek van de Oostenrijkse keizer Frans I ontdekte hij een nieuw gedeelte van de grot. In 1819 werden de grotten voor het publiek geopend. Čeč werd de eerste officiële gids. De kunstenaar Alois Schaffenrath gaf in 1943 een beschrijvingsgids van de grotten uit, waarvoor hij 19 waterverfschilderijen maakte.
In 1884 werden de grotten voorzien van elektrisch licht waardoor het aantal toeristen ook toenam. In 1872 werden er rails aangelegd voor een trein. In het begin werd deze met de hand geduwd en aan het begin van de twintigste eeuw voorzien van een gaslocomotief. In 1945 werd de gaslocomotief vervangen door een elektrische versie.

## Massatoerisme
Aan het einde van de jaren '90 waren de grotten al bij de meeste bezochte ter wereld, met zo'n 1 miljoen toeristen per jaar.

## Grottenolm
In deze grotten komt de zeldzame grottenolm (grotsalamander) voor. Het dier is zo bijzonder dat het in het stadssymbool van Postojna prijkt en op het stadszegel staat afgebeeld.